# Andreaskerk (Berlijn-Wannsee)
De Andreaskerk (Duits: Andreaskirche) is een protestants kerkgebouw in het Berlijnse stadsdeel Wannsee. Het gebouw werd door Otto Stahn in neogotische stijl ontworpen.

## Geschiedenis
De protestantse kerkgemeente van Wannsee omvat het voormalige dorp Stolpe en de villawijk Alsen. De parochie bezit twee kerkgebouwen: de kerk aan de Stölpchensee en de Andreaskerk.
De bankier Wilhelm Conrad was de initiatiefnemer van de bouw van de luxe villawijk Alsen, van waaruit zich later Wannsee zou ontwikkelen. Deze villawijk hoorde tot de oprichting van de gemeente Wannsee in 1898 bij het dorp Stolpe. Maar omdat voor de gelovige villawijkbewoners de dorpskerk van Stolpe te ver afgelegen lag, wilde Wilhelm Conrad een eigen kerk voor de nieuwe wijk. Hij liet zijn vriend Johannes Otzen, een bekende Duitse architect, een eerste ontwerp maken voor de kerk. Het ontwerp voorzag in een groots kerkgebouw, waarvan echter alleen de in 1895 gebouwde voorhal werd gerealiseerd. 
De architect Otto Stahn kreeg de opdracht om vanaf 1896 de bouw voort te zetten. Hij wijzigde de oriëntatie van de kerk in de richting noord-zuid, zodat de als voorhal bedoelde bouw van Johannes Otzen aan de zijkant van het kerkschip kwam te liggen.
Het kerkgebouw liep tijdens de Tweede Wereldoorlog slechts lichte schade op, die in 1953 werd hersteld.  

## Interieur
Het interieur is eenvoudig en heeft sinds de renovatie in de jaren 1960 weinig oorspronkelijks. Slechts enkele voorwerpen uit de bouwperiode heeft men weten te bewaren, Aan de oostelijke muur hangt een olieverfschilderij uit het einde van de 16e eeuw, het betreft een voorstelling van Jezus en de Kanaänitische vrouw (Matteüs 15: 21-31). In de voorhal staat een buste uit 1895 van Wilhelm Conrad. 
Op de galerij staat sinds 1980 een mechanisch orgel van het Deense orgelbedrijf Christensen & Sønner. Het instrument bezit 22 registers met 1.540 pijpen en verving de pneumatische voorganger uit het jaar 1903. 
In de toren hangen drie bronzen klokken, die in 1896 door Gustav Adolph Jauck uit Leipzig werden gegoten.

## Afbeeldingen

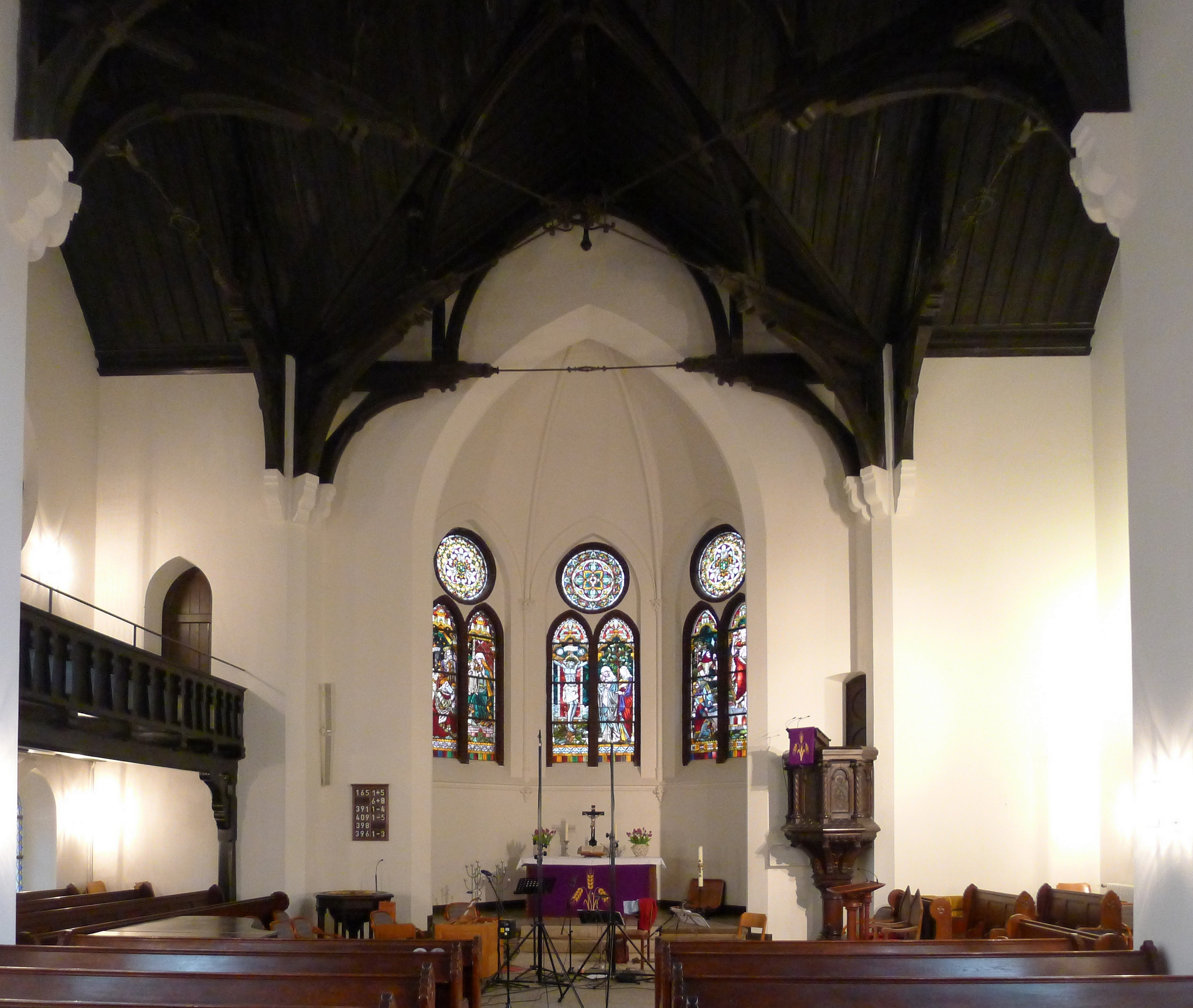
interieur
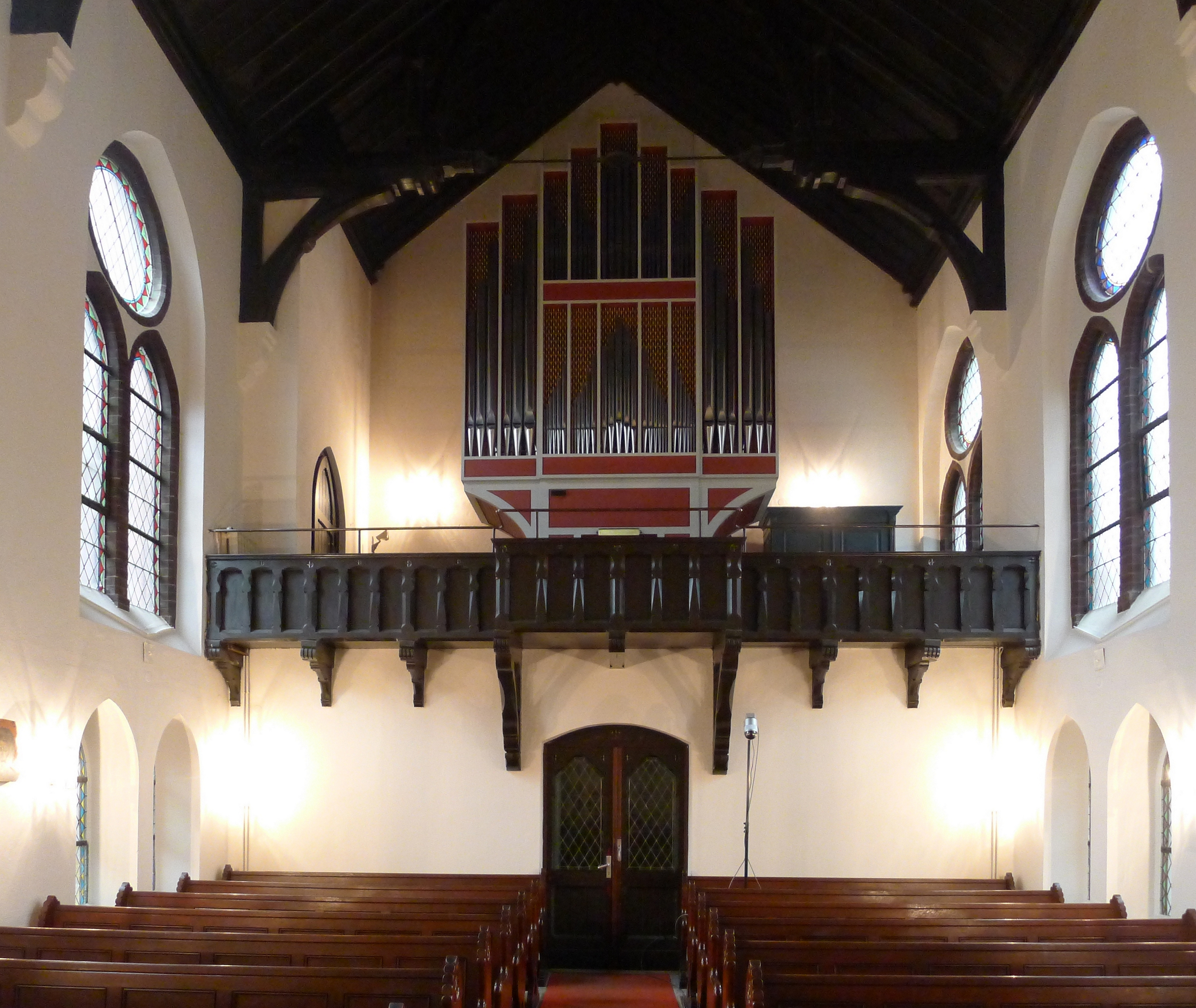
orgelgalerij
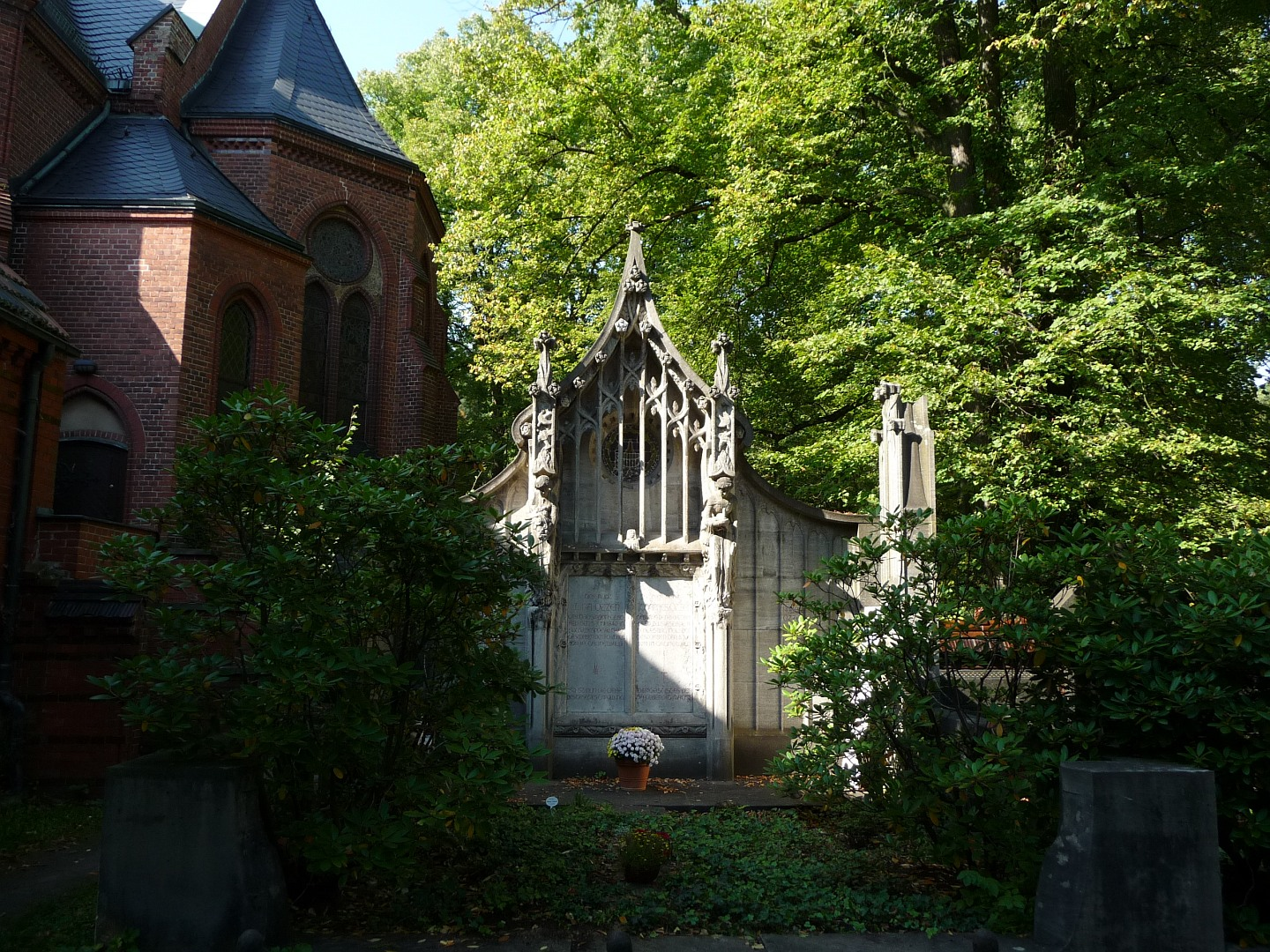
Graf Johannes Otzen